# Рашидов, Гаджи Магомедович
Гаджи́ Магоме́дович Раши́дов (род. 12 апреля 1969, Ичичали, Дагестанская АССР) — советский, российский, а впоследствии и киргизский борец вольного стиля, победитель Летней Спартакиады народов СССР 1991 года, чемпион СССР и России, призёр чемпионатов Европы и мира, обладатель Кубка мира, тренер. Окончил в 1998 году Дагестанский государственный педагогический университет.

## Спортивные результаты
- Чемпионат Европы среди юниоров 1988 — ;
- Чемпионат СССР по вольной борьбе 1990 — ;
- Чемпионат мира по борьбе 1990 — ;
- Чемпионат СССР по вольной борьбе 1991 — ;
- Чемпионат Европы по борьбе 1991 — ;
- Чемпионат мира по борьбе 1991 — ;
- Чемпионат России по вольной борьбе 1992 — ;
- Кубок мира по борьбе 1993 — ;
- Чемпионат России по вольной борьбе 1993 — ;
- Чемпионат России по вольной борьбе 1994 — ;
- Чемпионат Азии по борьбе 1996 — 5

## Известные воспитанники
- Магомедов, Махмуд Идрисович (1986) — азербайджанский борец вольного стиля, чемпион Европы, бронзовый призёр чемпионата Европы.
- Курбаналиев, Магомед Магомедович (1992) — российский борец вольного стиля, чемпион мира и Европы.
- Курбанов, Магомед Гусейнович (1993) — российский борец вольного стиля, чемпион Европы, призёр чемпионата мира, победитель кубка мира.